# Američka vidrica
Američka vidrica (lat. Neovison vison) vrsta je sisara iz reda zveri (Carnivora), a pripada porodici kuna (Mustelidae). Poput nutrije, i ova vrsta sisara se u Evropi gaji zbog kvalitetnog krzna, pa se može pretpostaviti način na koji je dospela u prirodu sa uzgajivačkih farmi (beg, introdukcija itd.). Drugi nazivi za ovu vrstu jesu američki nerc i američki vizon.

## Opis
Američka vidrica pripada polu-akvatičnim karnivorima, srednje veličine. Ima dugo, vitko telo, sa relativno kratkim nogama, a rep je kraći od polovine tela. Telo mužjaka dugačko je između 33 i 43 cm, a rep između 15,8 i 23 cm. Razmere ženki su nešto manje; telo je dugačko od 30 do 40 cm, a rep od 12,8 do 20 cm. Mužjaci teže između 600 i 2.400 grama, a ženke između 700 i 1.100 g. Krzno vizona je obično tamno smeđe do crne boje (na farmama varira od prljavo-bele do žućkasto-braon), sa beličastim mrljama na bradi, grudima i repu. Mekano je i debelo, sa uljanim zaštitnim dlakama, koje su vodootporne. U potpunosti prekriva noge, osim vrhova prstiju i jastučića. Prsti ove životinje prilagođeni su plivanju, te su do pola spojeni plovnom kožicom. Uši su joj okruglaste, sićušne i jedva vidljive zbog krzna.

## Rasprostranjenje i stanište
Američka vidrica nativna je vrsta oblasti Severne Amerike (SAD i Kanada). Nema je jedino u Arizoni i suvim delovima Kalifornije, Nevade, Jute, Novog Meksika i zapadnog Teksasa. Vizon je kao krznašica najpre uzgajan u Rusiji tokom XX veka, da bi kasnije bio introdukovan u ostale delove Evrope. U Srbiji je zabeležen na severu teritorije, u oblasti Podunavlja. Američka vidrica predstavlja invazivnu vrstu, jer je u direktnoj kompeticiji sa evropskom (lat. Mustela lutreola), čiji je opstanak na ovim prostorima ugrožen.
Vizon obično nastanjuje vlažna područja, kao što su močvare, zabarene površi, obale reka itd. Može se javiti i u suvim staništima, ukoliko ima hrane u izobilju, ali preferira staništa sa gustom vegetacijom radi lakšeg skrivanja. Ponekad može nastaniti napuštene legla dabrova ili bizamskih pacova.

## Biologija i ponašanje
Američka vidrica je solitarna (samotnjačka), uglavnom noćna životinja, koja ne hibernira. Pari se jednom godišnje – tokom proleća, od februara do aprila. Ženka ima mogućnost da odloži implantaciju embriona, pa oplođena jajna ćelija ne završi odmah u materici. Celokupni gestacioni period traje od 39 do 78 dana, dok razvoj embriona, kada se implantira, traje svega 30 do 32 dana. Ženka okoti od 2 do 10 mladunaca, ali obično je taj broj 4-5. Mladi su u trenutku rođenja slepi i bespomoćni, ali kroz 4 do 5 nedelja otvaraju oči. Nedelju ili dve nakon toga ženka prestaje da doji, a kad navrše 8 nedelja, mladunci kreću lov. Sa majkom ostaju do jeseni. Mužjaci dostižu polnu zrelost sa 18, a ženke sa 12 meseci. Jedinke američke vidrice imaju više od jednog partnera.
Američka vidrica je dobar penjač, ali i ronilac (može da zaroni i do 16 m). Živi samostalno, osim u sezoni parenja. Odličan je predator, pa napada i krupniji plen. Obično ubije više nego što može pojesti, te ostatak skladišti za kasnije. Njenu ishranu čini uglavnom meso: ribe, vodozemci, ptice, zečevi itd. Plen ubija ugrizom za grlo.

## Spoljašnje veze
Медији везани за чланак Američka vidrica на Викимедијиној остави